# James Hamilton, 5.º Duque de Abercorn
James Hamilton, 5.º Duque de Abercorn (nascido a 4 de julho de 1934), intitulado Visconde Strabane até 1953 e Marquês de Hamilton entre 1953 e 1979, é um nobre britânico, cortesão e político. Hamilton tornou-se o 5.º Duque de Abercorn no Pariato da Irlanda com a morte do pai, o 4.º Duque, em 1979. Foi um político unionista do Ulster e serviu como Membro do Parlamento por Fermanagh e South Tyrone. Mais tarde, serviu como Lorde Steward da Casa de Isabel II. Foi Chanceler da Ordem da Jarreteira de 2012 até à sua reforma em 2024.

## Infância
Nasceu a 4 de julho de 1934, filho de James Hamilton, Marquês de Hamilton, e Kathleen Crichton. Desde o nascimento, deteve o título de cortesia Visconde Strabane, até à morte do avô paterno, o 3.º Duque de Abercorn, em 1953, quando se tornou Marquês de Hamilton, título que manteve até à morte do pai.

## Casamento e descendência
A 20 de outubro de 1966, o então Lorde Hamilton casou com Alexandra Phillips, filha do Tenente-Coronel Harold Phillips e de Georgina Wernher, ela própria filha mais velha e co-herdeira de Sir Harold Wernher, 3.º Baronete, de Luton Hoo, Bedfordshire. O seu casamento na Abadia de Westminster contou com a presença de membros da família real, incluindo Isabel II e a Rainha Mãe, e o Príncipe André foi um pajem.
O Duque e a Duquesa de Abercorn tiveram três filhos:
- James Harold Charles Hamilton, Marquês de Hamilton (nascido a 19 de agosto de 1969); afilhado de Rei Carlos III; casou com Tanya Marie Nation a 7 de maio de 2004, e teve descendência:
  - James Alfred Nicholas Hamilton, Visconde Strabane (nascido a 30 de outubro de 2005);
  - Claud Douglas Harold Hamilton (nascido a 12 de dezembro de 2007).
- Sophia Alexandra Hamilton (nascida a 8 de junho de 1973); casou com Anthony Loyd a 7 de setembro de 2002, divorciada em 2005, sem descendência;
- Nicholas Edward Hamilton (nascido a 5 de julho de 1979); casou com Tatiana Kronberg a 30 de agosto de 2009, e teve descendência.

O Duque era primo de primeiro grau do 8.º Conde Spencer, pai de Diana, Princesa de Gales. Esteve presente no casamento de Diana em 1981 com o então Príncipe Carlos na Catedral de São Paulo.

## Carreira
Educado em Eton College e no Royal Agricultural College, em 1953 foi comissionado nos Grenadier Guards como Tenente Lorde James Paisley, e depois promovido a Tenente em 1955. Abandonou o serviço ativo e foi absorvido na Reserva Regular um ano depois. Em 1964, tornou-se unionista do Ulster por Fermanagh e South Tyrone, sucedendo ao primo Lorde Robert Grosvenor. Manteve o seu assento nas eleições de 1966, mas perdeu-o para Frank McManus em 1970 por 1.423 votos. Em 1970, serviu como High Sheriff de Tyrone. Em 1974, juntou-se ao Regimento de Defesa do Ulster, mas deixou o regimento e permaneceu no Exército Britânico na Lista de Voluntários em 1980. De 1986 a 2009, foi Lorde Tenente do Condado de Tyrone. Em 1999, foi nomeado Cavaleiro Companheiro da Ordem da Jarreteira. Foi Coronel dos Irish Guards de 2000 a 2008. Além disso, foi nomeado Lorde Steward da Casa em 2001, servindo até 2009.
O seu solar é Baronscourt, perto de Newtownstewart, Condado de Tyrone, Irlanda do Norte. O Ducado de Abercorn está no Pariato da Irlanda e não conferia direito a um assento na Câmara dos Lordes, mas até 1999 o Duque tinha o direito de lá sentar sob o título subsidiário Marquês de Abercorn, no Pariato da Grã-Bretanha. Foi nomeado Chanceler da Ordem da Jarreteira a 17 de outubro de 2012, e reformou-se desse cargo a 18 de junho de 2024.
Em 1987, serviu como juiz no especial televisivo de caridade de Príncipe Eduardo, The Grand Knockout Tournament.